# 古措吉·哲尔吉
古措吉·哲尔吉（匈牙利語：Guczoghy György，1962年3月3日—），匈牙利男子竞技体操运动员。他曾获得1980年夏季奥运会体操比赛男子团体全能铜牌。他也参加了1988年夏季奥运会。